# Let It Be... Naked
Let It Be... Naked är ett musikalbum av The Beatles, utgivet 17 november 2003 på skivbolaget Apple Records.
Albumet är en ny version av det gamla albumet Let It Be, inspelat till största delen 1969 och utgivet 1970. Denna version ska återge hur albumet var tänkt att låta när det spelades in. Redan på sommaren 1969 hade Beatles ordinarie producent George Martin och hans assistent Glyn Johns sammanställt en LP med titeln Get Back. Denna hade till och med pressats upp i en första upplaga men dragits in. Glyn Johns sammanställde 1969 en andra version, men det var den tredje versionen – ommixad av den amerikanske producenten Phil Spector – som på våren 1970 kom ut med titeln Let It Be. (Singeln ”Let It Be” hade då givits ut tidigare under året, men med George Martin som producent.)
Jämfört med Johns andra version hade Phil Spector kortat ner den långa låten ”Dig It” till en kort snutt och helt tagit bort en liveversion av ”Don't Let Me Down” (som i studioversion varit baksida till singeln ”Get Back” våren 1969).
Under många år spekulerades det om skivbolaget till slut skulle ge ut den ursprungliga Get Back-LP:n. Men med modern, digital teknik ansåg Paul McCartney det vara en bättre idé att göra en radikal ommixning från grunden. Skivan hade ju ursprungligen haft som avsikt att ge lyssnaren en livekänsla. Den nya versionen kom ut 2003 med titeln Let It Be...Naked. Formellt är det en dubbel-cd, där den andra cd:n innehåller livematerial från film- och skivinspelningen i mono. Kvaliteten på cd 2 är av betydligt lägre klass än cd 1.
Skillnaderna är dessa:
- Samtliga låtar har mixats om från originalbanden med dagens ljudtekniska möjligheter.
- Alla ljudpålägg som inte spelas av Beatles och gästkeyboardisten Billy Preston, det vill säga orkestrar och körer, är borttagna.
- Låtordningen är en annan.
- Låtarna ”Dig It” och ”Maggie Mae” är borttagna, medan ”Don't Let Me Down” återkommit. (”Maggie Mae” finns dock med på cd 2.)
- ”For You Blue” går i snabbare tempo.
- Annat sångpålägg på ”The Long and Winding Road” med delvis annan text (”you'll always know” i stället för ”you'll never know”).

## Låtlista
Låtarna skrivna av John Lennon/Paul McCartney där inget annat namn anges

### CD 1
1. Get Back – 2.34
2. Dig a Pony – 3.38
3. For You Blue (George Harrison) – 2.28
4. The Long and Winding Road – 3.34
5. Two of Us – 3.21
6. I've Got a Feeling – 3.31
7. One After 909 – 2.44
8. Don't Let Me Down – 3.19
9. I Me Mine (George Harrison) – 2.21
10. Across the Universe – 3.38
11. Let It Be – 3.54

Längd: 33:02 min

### Bonusskiva:Fly On The Wall
Alla låtar är skrivna av John Lennon/Paul McCartney, där inget annat namn anges
1. Konversation
2. ”Sun King” – 0.17
3. Konversation
4. ”One After 909” – 0.09
5. Konversation
6. ”Because I Know You Love Me So” – 1.32
7. Konversation
8. ”Don't Pass Me By” (Ringo Starr) – 0.03
9. ”Taking A Trip to Carolina” (Ringo Starr) – 0.19
10. ”John's Piano Piece” (John Lennon) – 0.18 (början till Lennons stora hit ”Imagine”)
11. Konversation
12. ”Child of Nature” (John Lennon) – 0.24
13. ”Back in the U.S.S.R.” – 0.09
14. Konversation
15. ”Every Little Thing” – 0.09
16. ”Don't Let Me Down” – 1.01
17. Konversation
18. ”All Things Must Pass” (George Harrison) – 0.21
19. Konversation
20. ”She Came In Through the Bathroom Window” – 0.05
21. Konversation
22. ”Paul's Piano Piece” – 1.01
23. Konversation
24. ”Get Back” – 0.15
25. Konversation
26. ”Two Of Us” – 0.22
27. ”Maggie Mae” (Trad. arr. (John Lennon/Paul McCartney/George Harrison/Ringo Starr) – 0.22
28. ”Fancy My Chances With You" 0.27
29. Konversation
30. ”Can You Dig It?” 0.31
31. Konversation
32. ”Get Back” 0.32
33. Konversation